# Jan Pieter Brueghel

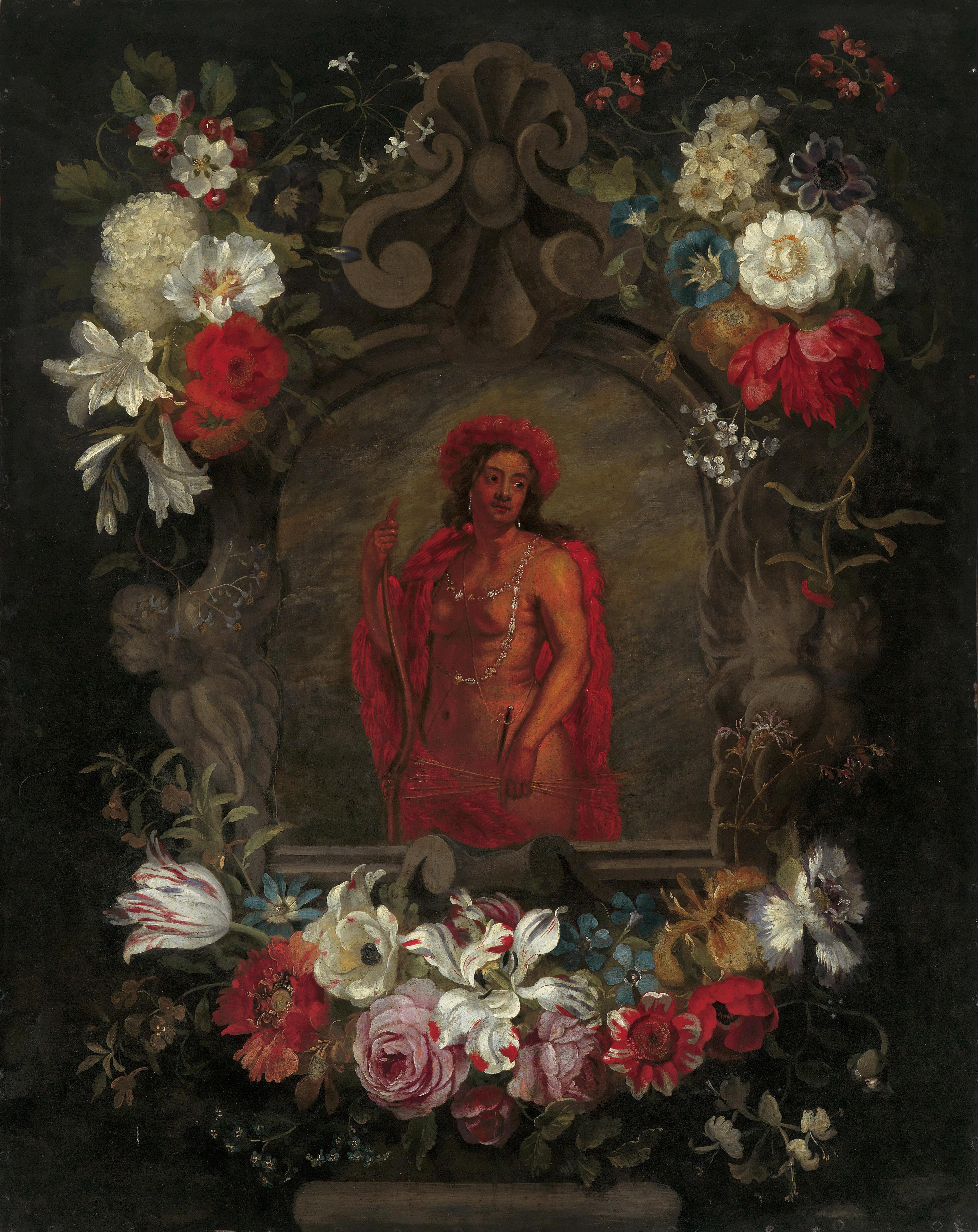
Kartusch med en personifikation av Amerika omgiven av blommor.

Jan Pieter Breughel, född 29 augusti 1628 i Antwerpen, död 1664 i Italien, var en flamländsk barockmålare, specialiserad på blomsterstilleben.

## Biografi
Jan Pieter Brueghel föddes i Antwerpen. Han var son till Jan Brueghel den yngre och Anna-Maria Janssens. Han blev medlem i Sankt Lukasgillet i Antwerpen år 1645 som "wijnmeester". Han dog i Italien, efter 1664, och är känd för sina blomsterstilleben. Han skapade många kransmålningar på vilka han samarbetade med andra målare som Erasmus Quellinus II som målade kartongerna, medan Brueghel målade blomsterkransarna.

## Källa
- Jan Pieter Brueghel bibliografi på Artnet
- Artikeln bygger på den engelska versionen av Jan Pieter Brueghel (1628–1664)